# SUSHI TOP MARKETING
SUSHI TOP MARKETING株式会社（スシトップマーケティング）は、日本のマーケティングテクノロジー企業。NFTを活用したマーケティング支援を専門とする。
同社は電通と共同でテレビDXソリューション「みんなのあしあと」を開発・提供しているほか、セブン銀行ATMでNFTを配布できる独自システムも構築している。東急電鉄や日本郵政などとの共同プロジェクトも展開しており、アカウントレスでNFTを配布する特許を保有している。
2022年にはスパイラルキャピタル、ミレイズ、電通から総額1億円の資金調達を実施している。

## 沿革
2021年10月29日、創業者・徳永大輔らがNFTカード「SUSHI TOP SHOT」を制作した同人メンバーと共に、SUSHI TOP MARKETING株式会社を設立。社名は「SUSHI TOP SHOT」に関わったメンバーで、新たなデジタルマーケティング文化を創造するという意味を込めて、略称であったSUSHI TOPにMARKETINGをつけたものである。
創業後、大日本印刷（DNP）との業務提携を発表。以降、企業向けにNFT配布や顧客接点の可視化支援を行っている。

## 事業内容

### みんなのあしあと
電通と共同開発したテレビDXソリューション「みんなのあしあと」は、テレビの視聴ログとNFTを連動させたサービスである。このサービスにより、視聴者の番組接触データを可視化し、イベント体験価値の向上を図ることができる。

## 技術・特許
同社は2025年、ウォレットの準備を必要とせずにNFTを受領できる「アカウントレス配布方式」について特許を取得した。この技術により、従来NFTの取得に必要だった専門的な知識やツールの準備を不要とし、一般消費者にとってより身近なサービス提供を可能にしている。

## 提携・導入事例
SUSHI TOP MARKETINGは多数の大手企業との提携を通じて事業を展開している。主な提携先・導入事例は以下の通りである。
セブン銀行との協業では、全国のセブン銀行ATMを活用したNFT配布システムを構築し、「NFT募金」などの実証実験を実施している。
東急電鉄とは「TOKYU RAILWAYS NFT PROJECT」において技術提供を行い、公式オンラインストアでのNFT販売や特別デジタル空間「NFTゲージ」の開発に参画している。
日本郵政とは地域共創NFTプロジェクトにおいて、NFTを活用した実証実験を共同で実施している。
大日本印刷とは、アニメ・ゲーム関連コンテンツにおけるNFT活用のためのビジネス分野で業務提携を行っている。

## 資金調達
2023年1月、同社はスパイラルキャピタル、ミレイズ、電通から総額1億円の資金調達を実施した。調達した資金は、トークングラフマーケティングの事業拡大と技術開発に活用されている。